# Dassault Mirage III
Dassault Mirage III là một mẫu máy bay tiêm kích siêu âm của Pháp do hãng Dassault Aviation thiết kế chế tạo trong thập niên 1950, nó được sản xuất ở Pháp và một số quốc gia khác. Đây là một máy bay tiêm kích thành công, được xuất khẩu đến nhiều quốc gia và hiện nay máy bay Mirage III và các biến thể phát triển của nó vẫn đang được giữ lại trong biên chế hoạt động của các lực lượng không quân của Argentina, Chile, Colombia, Ai Cập, Gabon, Libya, Pakistan, Venezuela và Nepal

## Phát triển

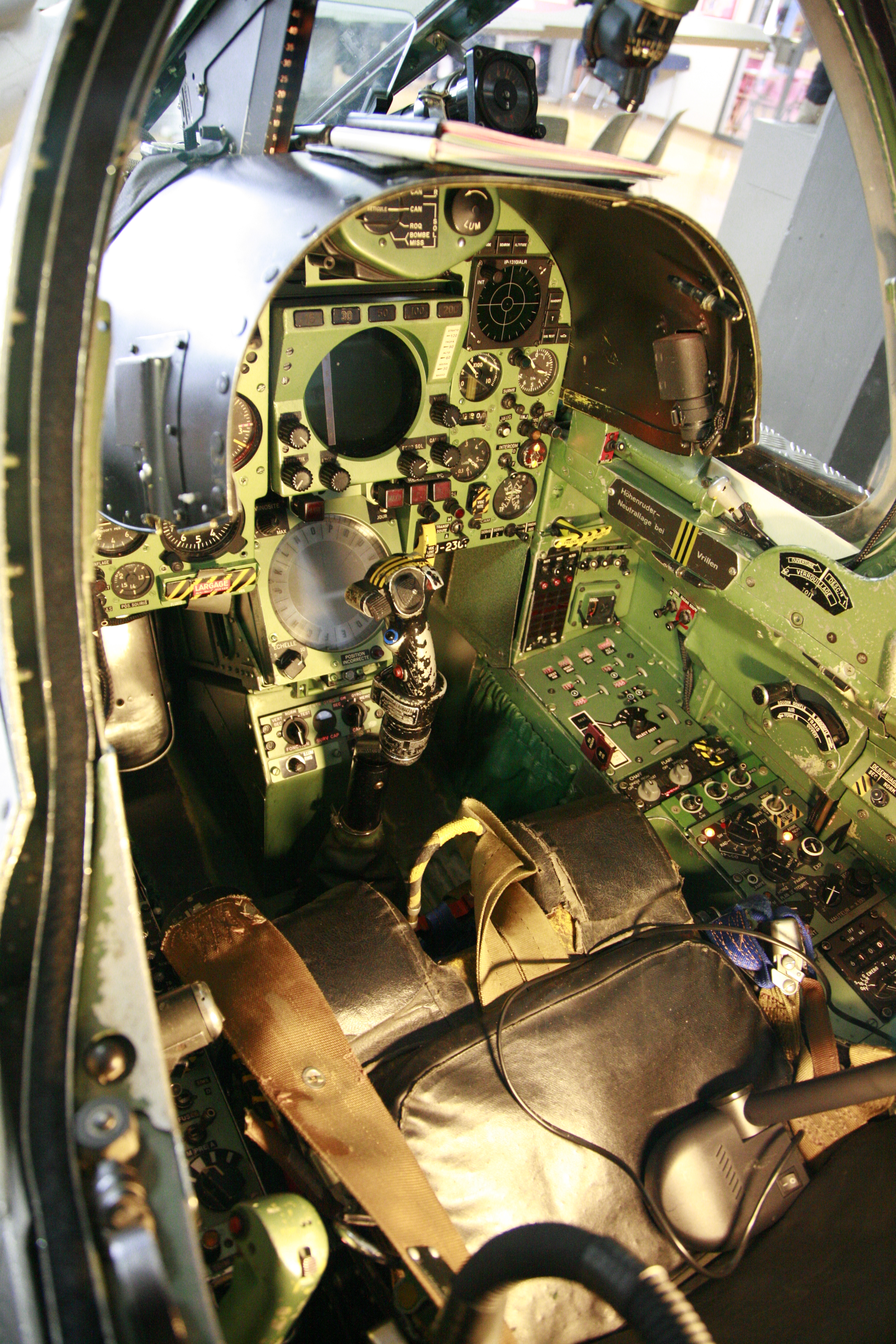
Buồng lái mô phỏng Mirage III của Không quân Thụy Sĩ.

Dòng máy bay Mirage III được chính phủ Pháp nghiên cứu phát triển từ năm 1952, ban đầu nó được mô tả như một máy bay tiêm kích đánh chặn hạng nhẹ, bay mọi thời tiết vào đầu năm 1953, có khả năng bay lên cao 18.000 m (59.040 ft) trong 6 phút và đạt tốc độ Mach 1.3.
Dassault đã đưa ra một mẫu máy bay mới là Mystère-Delta 550, một máy bay phản lực nhỏ dạng thể thao, trang bị 2 động cơ phản lực tuabin đốt lần hai Armstrong Siddeley MD30R Viper, lực đẩy 9.61 kN (2.160 lbf) mỗi chiếc. Một động cơ tên lửa nhiên liệu lỏng SEPR sẽ tạo thêm lực đẩy phụ 14.7 kN (3.300 lbf). Máy bay có hình dạng tam giác không cánh đuôi, với 5% chord (tỷ lệ của độ dày cánh máy bay trên chiều dài) và góc xuôi sau 60°.
Hình dạng tam giác không cánh đuôi có một số hạn chế. Nó thiếu cánh thăng bằng ở sau có nghĩa là các cánh tà không được sử dụng, dẫn đến quãng đường cất cánh dài và tốc độ hạ cánh cao. Cánh tam giác bản thân nó bị giới hạn về khả năng thao diễn; và bị rung khi bay ở độ cao thấp, do diện tích cánh lớn và tải trọng trên cánh thấp. Tuy nhiên, cánh tam giác lại dễ thiết kế, chế tạo dễ dàng và khỏe, có khả năng giúp máy bay đạt tốc độ cao khi bay thẳng, và thể tích trong cánh lớn để chứa nhiên liệu.
Nguyên mẫu đầu tiên của Mystere-Delta, không có động cơ đốt lần hai hay động cơ tên lửa, có một cánh đuôi đứng lớn, bay lần đầu vào 25 tháng 6-1955. Sau khi thiết kế lại, cánh đuôi đứng đã có kích thước hợp lý, lắp đặt thêm động cơ đốt nhiên liệu lần hai và động cơ tên lửa, và có tên là Mirage I, nguyên mẫu đạt vận tốc Mach 1.3 mà không có động cơ tên lửa và vận tốc Mach 1.6 với động cơ tên lửa vào cuối năm 1955.
Tuy nhiên, kích cỡ nhỏ của Mirage I đã giới hạn vũ khí của nó chỉ có một tên lửa không đối không, và thậm chí trước thời gian này nó đã được thận trọng quyết định đây là một máy bay đơn giản quá nhỏ để mang được trọng lượng vũ khí hữu ích. Sau những cuộc thử nghiệm, nguyên mẫu Mirage I dần dần bị loại bỏ.
Dassault sau đó xem xét một phiên bản lớn hơn có tên gọi là Mirage II, với hai động cơ phản lực Turbomeca Gabizo, nhưng không máy bay nào với cấu hình của Mirage II được chế tạo. Mirage II là một thiết kế tham vọng như nặng hơn 30% so với Mirage I và trang bị động cơ phản lực đốt lần hai SNECMA Atar mới có lực đẩy 43.2 kN (9.700 lbf). Atar là động cơ phản lực dòng trục, bắt nguồn từ động cơ BMW 003 của Đức trong Chiến tranh Thế giới II.
Thiết kế máy bay tiêm kích mới được đặt tên là Mirage III. Nó kết hợp khái niệm quy tắc diện tích mới, thay đổi những mặt cắt ngang của một máy bay được làm càng từ từ càng tốt, kết quả là cấu hình "lưng ong" nổi tiếng của rất nhiều máy bay tiêm kích siêu âm. Giống như Mirage I, Mirage III được gắn thêm một động cơ tên lửa SEPR.

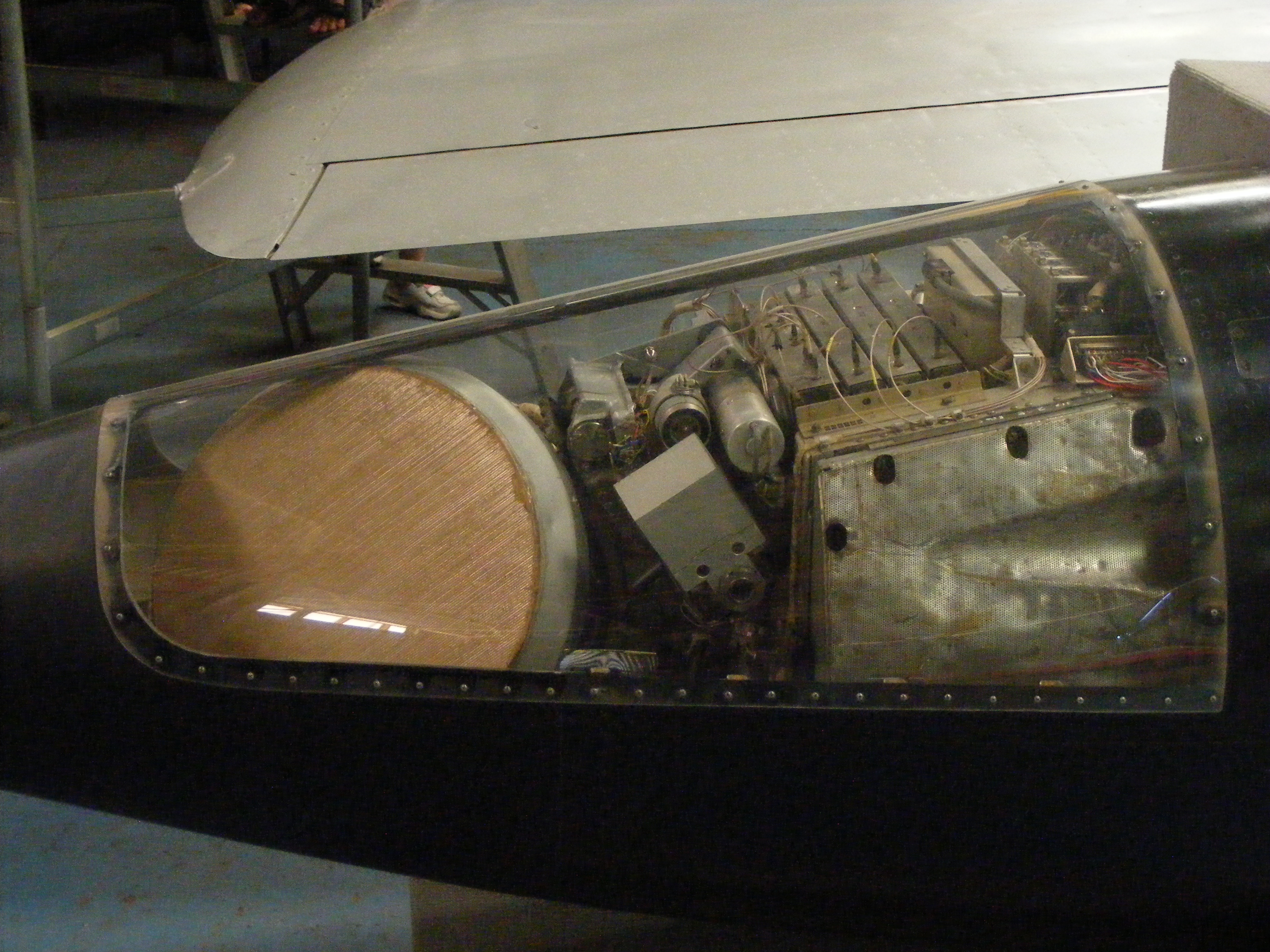
Khoang chứa hệ thống radar Cyrano

Nguyên mẫu Mirage III bay vào ngày 17 tháng 11-1956, và đạt tới tốc độ Mach 1.52 trong chuyến bay thứ 7. Nguyên mẫu sau đó trang bị với động cơ tên lửa SEPR và khe hút khí điều khiển bằng tay hình bán nguyệt khuếch tán va chạm; được biết đến như souris ("con chuột"), được di chuyển tới trước để nhanh chóng làm giảm sự nhiễu loạn đầu vào. Mirage III đã đạt tốc độ Mach 1.8 vào tháng 9-1957.
Thành công của nguyên mẫu Mirage III đã dẫn đến đơn đặt hàng 10 chiếc Mirage IIIA tiền sản xuất. Đây là những chiếc máy bay dài hơn 2 m so với nguyên mẫu Mirage III, diện tích cánh tăng 17.3%, chord giảm 4.5%, và động cơ Atar 09B lực đẩy 58.9 kN (13.230 lbf). Động cơ tên lửa SEPR được giữ lại, máy bay trang bị radar đánh chặn trên không Thomson-CSF Cyrano Ibis, hệ thống điện tử, và dù hãm để hạ cánh.
Chiếc Mirage IIIA đầu tiên bay vào tháng 5-1958, và dần dần đạt được vận tốc Mach 2.2, đây là máy bay đầu tiên của Châu Âu vượt vận tốc Mach 2 khi bay. Chiếc IIIA thứ 10 được giới thiệu vào tháng 12-1959. 1 chiếc được lắp 1 động cơ Rolls-Royce Avon 67 lực đẩy 71.1 kN (16.000 lbf), để thử nghiệm đánh giá cho Australia, với tên gọi Mirage IIIO. Phiên bản này bay vào tháng 2-1961, nhưng động cơ Avon không được chấp nhận.

## Mirage III

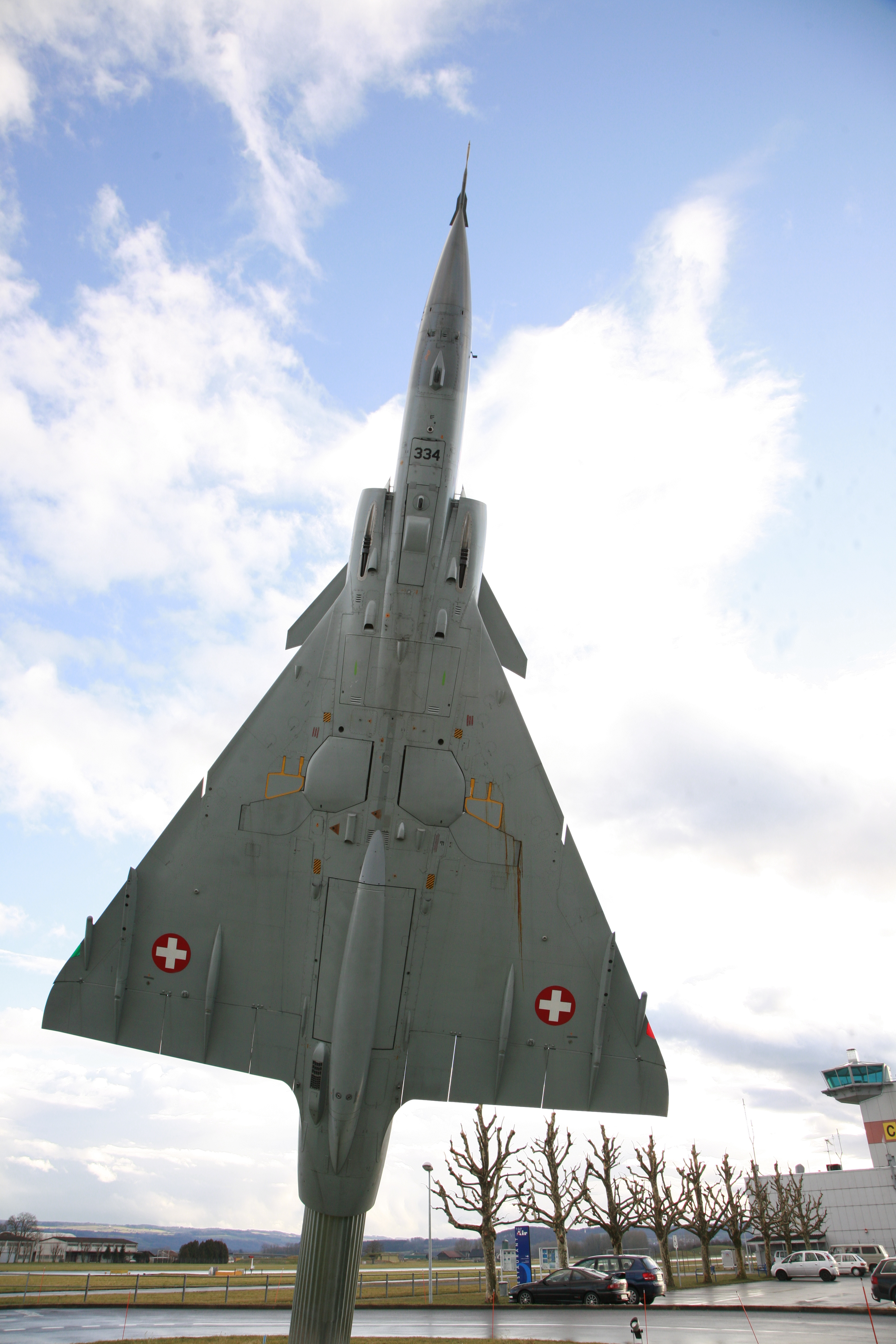
Phần bụng của Mirage III

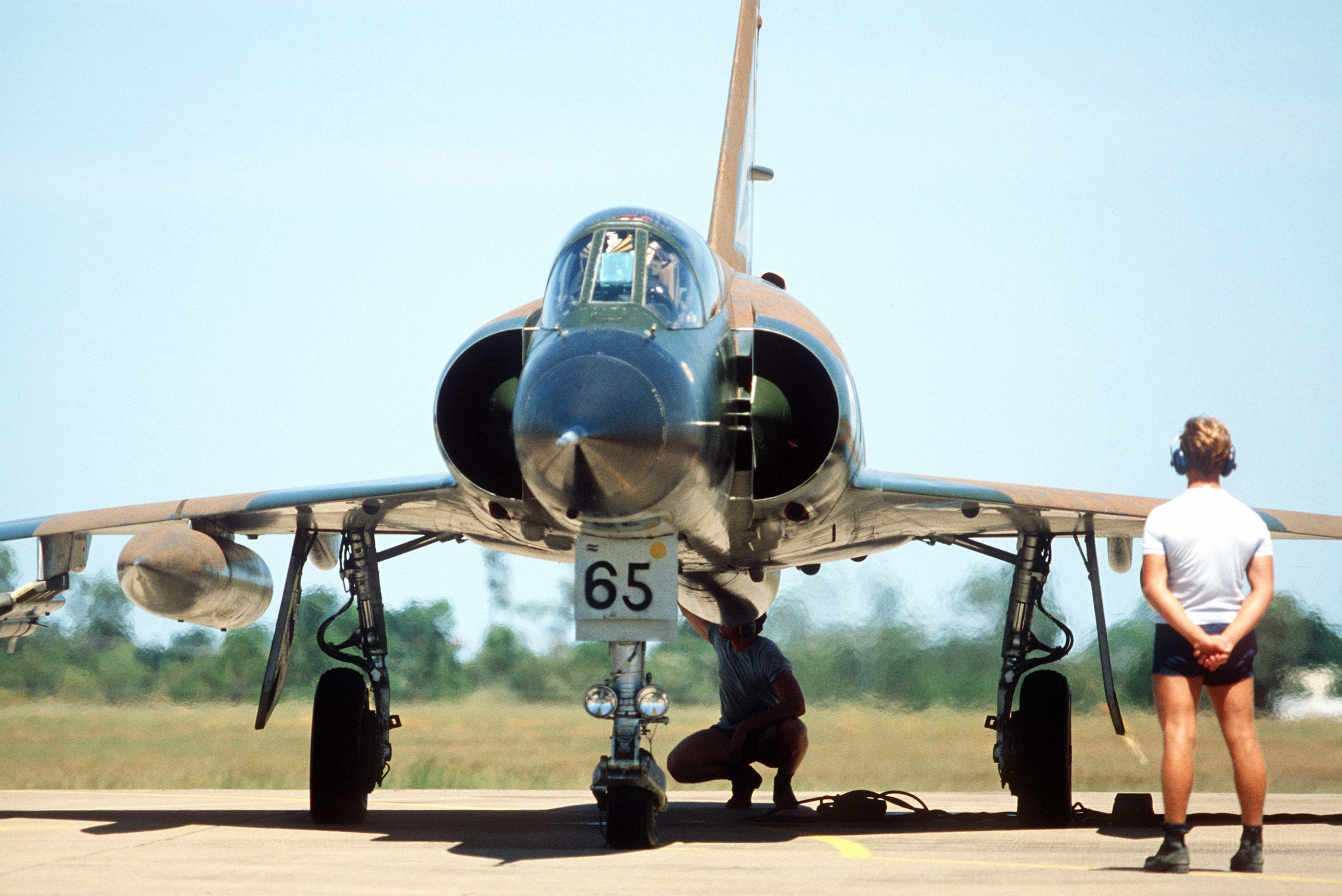
Mirage III của Australia

### Mirage IIIC và Mirage IIIB
Mẫu sản xuất chính đầu tiên của seri Mirage là Mirage IIIC, bay lần đầu vào tháng 10-1960. IIIC có kích thước tương tự như IIIA, tuy nhiên dài hơn nửa mét. IIIC là một máy bay tiêm kích đánh chặn một chỗ, trang bị động cơ Atar 09B.
Mirage IIIC được vũ trang với 2 khẩu pháo kiểu quay DEFA 30 mm, đặt dưới bụng ở những khoang chứa súng dưới khe hút khí. Những chiếc Mirage IIIC sản xuất ban đầu có 3 giá treo vũ khí, 1 dưới thân và một dưới mỗi cánh, nhưng các giá treo khác nhanh chóng đã được thêm vào dưới mỗi cánh, nâng tổng cộng các giá treo lên con số 5. Các giá treo dưới cánh dùng để mang tên lửa không đối không Sidewinder, sau đó thay bằng loại Matra Magic.
Dù động cơ tên lửa vẫn được giữ lại, vào thời điểm đó thời của máy bay ném bom trên độ cao lớn có vẻ đã qua, và động cơ tên lửa SEPR hiếm khi hay chưa bao giờ được sử dụng thực hành. Đầu tiên, nó bị yêu cầu loại bỏ các khẩu pháo, thứ hai, hình như nó có một tiếng xấu vì đốt cháy máy bay. Khoảng không gian cho động cơ tên lửa được sử dụng để chứa nhiên liệu, và ống xả của tên lửa được thay thế bởi một cánh phụ ở bụng đầu tiên, và một móc hãm sau đó.
95 chiếc Mirage IIIC đã được AdA (Không quân Pháp) mua, giao hàng vào tháng 7-1961. Mirage IIIC hoạt động trong AdA cho đến năm 1988.
Armée de l'Air (AdA) cũng đặt mua phiên bản huẫn luyện hai chỗ Mirage IIIB, bay lần đầu vòa tháng 10-1959. Thân dài hơn 1 mét (3 ft 3.5 in) và cả hai khẩu pháo đều bị loại bỏ để lắp đặt ghế thứ hai. IIIB không có radar, và động cơ tên lửa SEPR cũng bị loại bỏ, dù nó có thể mang ở bên ngoài. AdA đặt mua 63 chiếc Mirage IIIB (bao gồm cả nguyên mẫu), gồm 5 chiếc Mirage IIIB-1 thử nghiệm, 10 chiếc huấn luyện tiếp nhiên liệu trên không Mirage IIIB-2(RV) với cần tiếp nhiên liệu giả, sử dụng để huấn luyện cho phi công máy bay ném bom Mirage IVA, và 20 chiếc Mirage IIIBE, với động cơ một số đặc điểm khác của loại Mirage IIIE đa năng. 1 chiếc Mirage IIIB trang bị với hệ thống điều khiển bay fly-by-wire vào giữa thập niên 1970 và đổi tên thành Mirage IIIB-SV (Stabilité Variable); chiếc máy bay này được sử dụng để thử nghiệm tĩnh cho hệ thống trên Mirage 2000 sau này.

### Mirage IIIE
Trong khi Mirage IIIC đi vào sản xuất, Dassault cũng tính đến một phiên bản đa năng/tấn công của loại máy bay Mirage III này, và một phiên bản đã được chế tạo mang tên Mirage IIIE. Chiếc đầu tiên trong 3 nguyên mẫu bay vào ngày 1 tháng 6-1961.
Mirage IIIE khác với loại tiêm kích đánh chặn IIIC, IIIE có thân được làm dài ra phía trước 300 mm (11.8 in) để tăng kích thước cho khoang chứa hệ thống điện tử phía sau buồng lái. Việc kéo dài thân cũng giúp tăng khả năng chứa nhiên liệu, trong khi Mirage IIIC cần cải tiến nhiều thứ. Mép đáy của vòm kính của Mirage IIIE ở cao hơn đỉnh miệng của khe hút khí, trong khi trên IIIC lại ở phía sau của miệng khe hút khí.

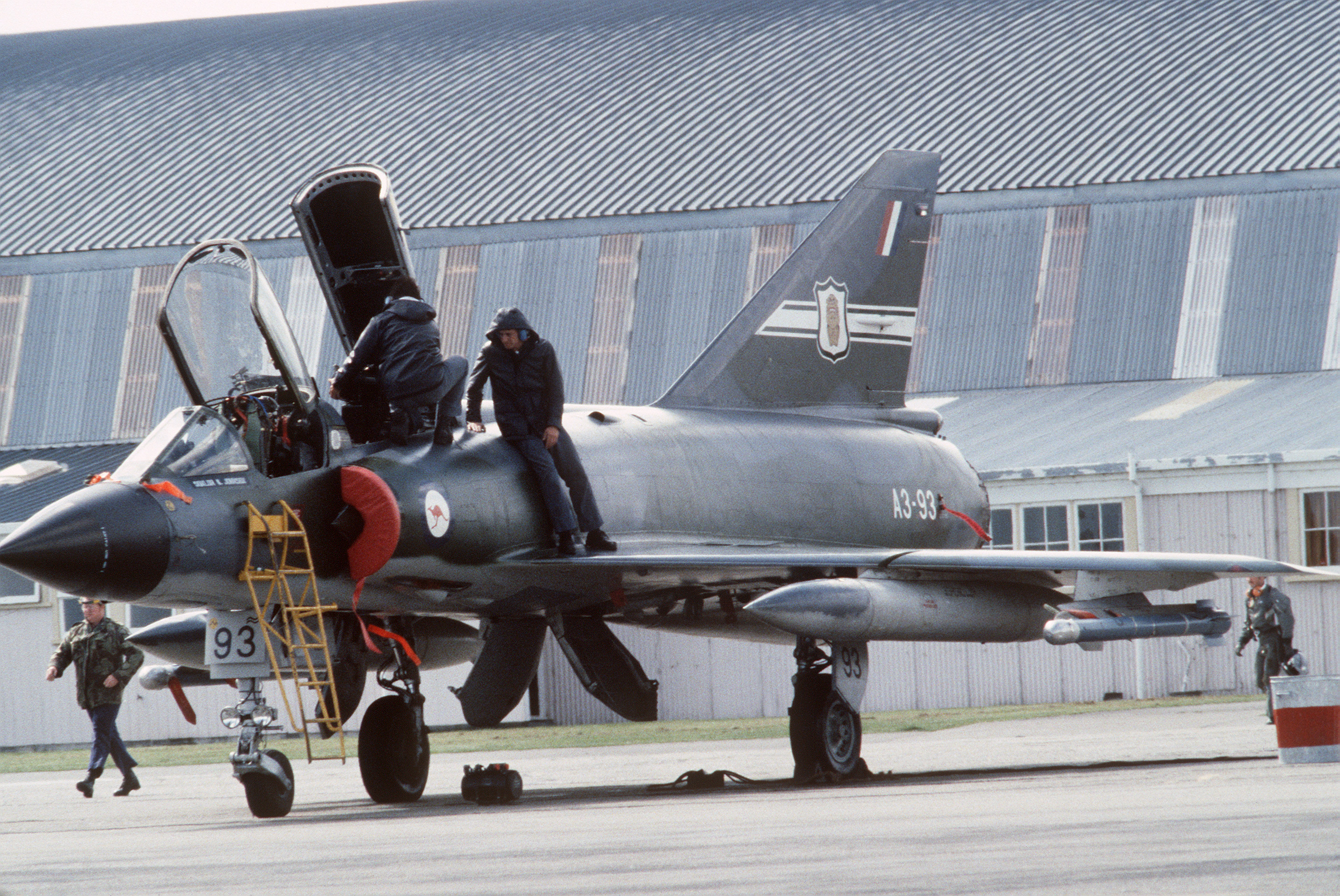
Mirage III của Australia

Nhiều phương án Mirage IIIE cũng được điều chỉnh với một radar dẫn đường xung Doppler dải sóng liên tục Marconi trên bụng của thân, dưới buồng lái. Tuy nhiên, trong khi không có chiếc IIIC có đặc tính này, cái đó không ảnh hưởng tới mọi phương án của IIIE. Một biến đổi mâu thuẫn tương tự trong các phiên bản tiêm kích Mirage có hay thiếu một ăng ten cao tần (HF), ăng ten này được điều chỉnh cho vừa với việc kéo dài ra phía trước cho cánh đuôi đứng. Trên một số chiếc Mirage, gờ trước của cánh đuôi là một đường thẳng, trong khi trên máy bay có ăng ten HF, gờ trước được kéo dài xiên về phía trước. Việc kéo dài trở thành các tiêu chuẩn chung đối với những chiếc Mirage IIIA và Mirage IIIC, nhưng chỉ xuất hiện trên một số phiên bản xuất khẩu của Mirage IIIE.
IIIE nổi bật với radar chế độ không/mặt đất Thomson-CSF Cyrano II; một radar thu tín hiệu cảnh bảo (RWR) với ăng ten đặt trong cánh đuôi đứng; và một động cơ Atar 09C.
Chiếc Mirage IIIE thành phẩm đầu tiên được giao cho Không quân Pháp (AdA) vào tháng 1-1964, tổng cộng đã có 192 chiếc được cung cấp.
Tổng sản lượng của Mirage IIIE, Mirage IIIC, bao gồm xuất khẩu, là 523 chiếc. Vào giữa thập niên 1960, 1 chiếc Mirage IIIE đã được trang bị động cơ cải tiến SNECMA Atar 09K-6 để thử nghiệm, và có tên gọi khó hiểu là Mirage IIIC2.

### Mirage IIIR
Một số phiên bản trinh sát cũng được chế tạo dưới tên gọi chung là Mirage IIIR. Những chiếc trinh sát có thân của Mirage IIIE; hệ thống điện tử của Mirage IIIC; một khoang chứa camera ở mũi và không có radar; và giữ lại 2 khẩu pháo DEFA. Khoang chứa camera ở mũi có thể chứa được camera OMERA.
AdA mua 50 chiếc Mirage IIIR, không bao gồm 2 nguyên mẫu. Thú vị là Mirage IIIR đi trước Mirage IIIE, khi được đưa vào hoạt động trước. AdA cũng mua 20 chiếc trinh sát cải tiến Mirage IIIRD, thực chất là Mirage IIIR với camera bao quát hơn ở phía trước mũi, và radar xung Doppler, các hệ thống điện tử hàng không khác của Mirage IIIE.

### Xuất khẩu và Sản xuất theo giấy phép

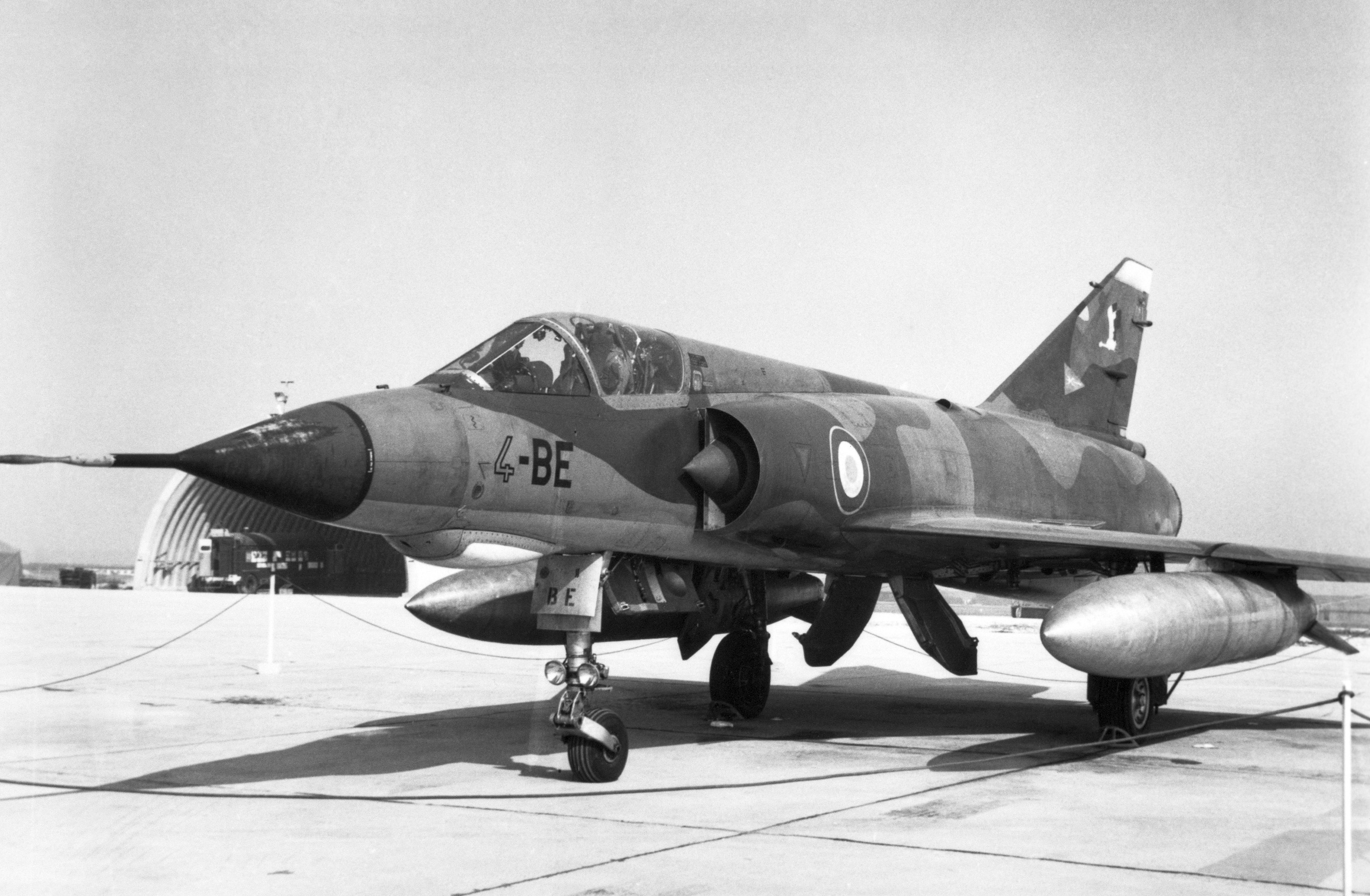
Mirage IIIE của Pháp

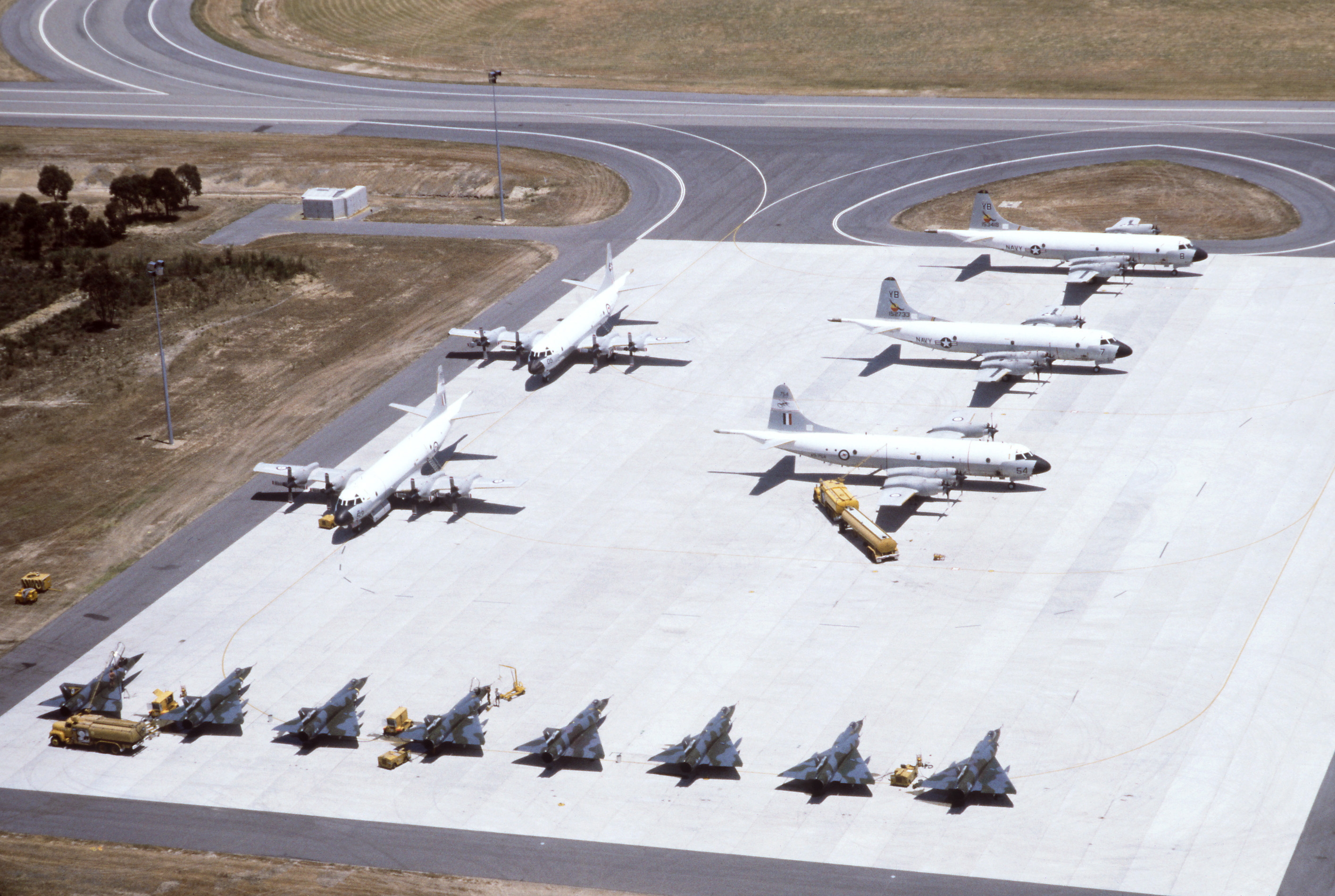
Bãi đỗ một căn cứ không quân

Mirage IIIC xuất khẩu cho Israel với tên gọi Mirage IIIC, Nam Phi là Mirage IIICZ', cho Thụy Sĩ là Mirage IIICS, sau đó IIIC đã được Pháp cung cấp giấy phép sản xuất cho một số nước. Tại Thụy Sĩ, chi phí sản xuất tăng dẫn đến vấn đề gọi là sự vụ Mirage. Một số khách hàng xuất khẩu mua Mirage IIIB, với tên gọi thay đổi theo yêu cầu của quốc gia đặc mua. Chẳng hạn như Mirage IIIDA cho Argentina, Mirage IIIDBR và Mirage IIIDBR-2 cho Brasil. Mirage IIIBJ cho Israel, Mirage IIIDL cho Liban, Mirage IIIDP cho Pakistan, Mirage IIIBZ và Mirage IIIDZ và Mirage IIID2Z cho Nam Phi, Mirage IIIDE cho Tây Ban Nha, Mirage IIIBS và Mirage IIIDS cho Thụy Sĩ, Mirage IIIDV cho Venezuela.
Sau khi Israel thành công nổi bật với Mirage IIIC, tỷ lệ chiến thắng khi đối đầu với những máy bay Mikoyan-Gurevich MiG-17 và MiG-21 của Syria tốt và sau đó là một chiến thắng lớn trước Ai Cập, Jordan, và Syria trong Chiến tranh 6 ngày vào tháng 6-1967, danh tiếng của những chiếc Mirage III đã tăng lên đáng kể. Hình ảnh chiến đấu tốt và chi phí thấp đã giúp Mirage III trở thành một máy bay xuất khẩu thành công.
Một số lớn IIIE được chế tạo để xuất khẩu, nhưng chỉ một số lượng nhỏ được các quốc gia mua, tên gọi cũng được thay đổi theo yêu cầu của khách hàng và một số sửa đổi phụ các thiết bị. Argentina là Mirage IIIEA và Mirage IIIEBR-2, Brasil cũng mua một số lượng nhỏ như thế với tên gọi Mirage IIIEBR, Liban là Mirage IIIEL, Pakistan là Mirage IIIEP, Nam Phi là Mirage IIIEZ, Tây Ban Nha là Mirage IIIEE, và Venezuela là Mirage IIIEV. Dassault tin rằng khách hàng luôn luôn đúng, và luôn đáp ứng những yêu cầu thay đổi thiết bị như khách hàng yêu cầu và phụ thuộc và ngân sách. Mirage 5PA3 của Pakistan là một ví dụ, nó được trang bị radar Thomson-CSF Agave với khả năng dẫn đường cho tên lửa chống tàu Exocet.
Một số khách hàng mua Mirage IIIBE hai chỗ dưới tên gọi thông thường Mirage IIID, dù máy bay huấn luyện giống như Mirage IIIBE ngoại trừ một số thay đổi nhỏ trong các thiết bị. Trong một số trường hợp, chúng giống hệt nhau, từ 2 chiếc Mirage IIIBE dư thừa của AdA bán cho Brazil dưới tên gọi Mirage IIIBBR, và 3 chiếc tương tự bán cho Ai Cập với tên gọi Mirage 5SDD. Những chiếc xuất khẩu chế tạo mới của kiểu này được bán cho Abu Dhabi, Argentina, Australia, Bỉ, Brazil, Chile, Colombia, Ai Cập, Gabon, Libya, Pakistan, Peru, Tây Ban Nha, Thụy Sĩ, Venezuela, và Zaire. Máy bay của Australia và Bỉ được lắp ráp trong nội địa.
Những phiên bản xuất khẩu của Mirage IIIR chế tạo cho Pakistan với tên gọi Mirage IIIRP, Nam Phi làMirage IIIRZ, và Mirage IIIR2Z với động cơ Atar 9K-50 cho Thụy Sĩ. Thụy Sĩ chỉ mua một chiếc có tên gọi Mirage IIIRS, mở đầu cho giấy phép sản xuất do Pháp cung cấp, và đã chế tạo thêm 17 chiếc nữa. Giống như Mirage IIIS, những chiếc Mirage IIIRS của Thụy Sĩ được nâng cấp với cánh mũi cố định và hệ thống điện tử mới. Phiên bản xuất khẩu của loại IIIR trinh sát được bán cho Abu Dhabi, Bỉ, Colombia, Egypt, Libya, Pakistan, và Nam Phi. Một số chiếc Mirage IIIRD xuất khẩu được trang bị các camera Vinten của Anh, hay camera OMERA. Hầu hết những máy bay của Bỉ được chế tạo trong nước.
Mirage IIIE cũng được chế tạo theo giấy phép sản xuất tại Australia và Thụy Sõ. Trong khi Mirage IIIO trang bị động cơ Avon được chế tạo cho Australia đã không tiến triển, Australia trở nên quan tâm đến việc sản xuất những chiếc Mirage IIIE của riêng mình, giữ lại tên gọi Mirage IIIO, đôi khi không chính thức được gọi là "III-Oz". Mirage IIIO giữ lại động cơ SNECMA Atar, sự khác nhau chính giữa IIIE và IIIO là hệ thống điện tử.
Người Australia trên thực tế đã sản xuất hai phiên bản: Mirage IIIO(F), được tối ưu hóa như một máy bay tiêm kích đánh chặn, và Mirage IIIO(A) được tối ưu hóa cho vai trò cường kích. Dassault sản xuất hai mẫu đầu tiên của IIIO(F), nó bay lần đầu vào tháng 3-1963. Nhà máy máy bay Chính phủ Australia và Cộng đồng các nhà sản xuất máy bay đã chế tạo 48 chiếc tiêm kích IIIO(F) và 50 chiếc tấn công IIIO(A).

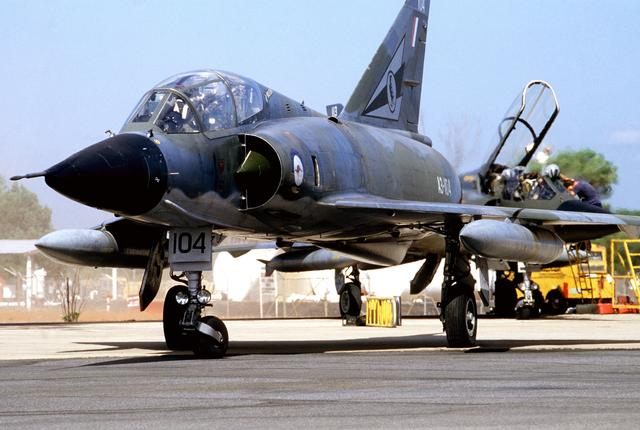
Mirage IIID

Mọi chiếc Mirage IIIO(F) vẫn còn tồn tại đã được chuyển đổi thành tiêu chuẩn IIIO(A) vào năm 1967-1979. Mirage ngừng hoạt động tại Australia vào năm 1988, và 50 chiếc còn lại đã bán cho Pakistan vào năm 1990.
Như đã nói ở trên, Thụy Sĩ đã mua một chiếc Mirage IIIC để thử nghiệm, sau đó tiếp tục sản xuất 36 chiếc tiêm kích đánh chặn Mirage IIIS, vwois cánh, khung, bộ phận hạ cánh được gia cố (không quân Thụy Sĩ cần hiệu suất có thể so sánh được với những máy bay hoạt động trên tàu sân bay. Hệ thống điện tử cũng khác biệt, với nhiều điểm khác nhau, radar Thomson-CSF Cyrano II bị thay thế bởi hệ thống Hughes TARAN-18, giúp Mirage IIIS tương thích với tên lửa không đối không Hughes AIM-4 Falcon.
Vào đầu thập niên 1990, 30 chiếc tiêm kích đánh chặn Mirage IIIS của Thụy Sĩ đã hoàn thành một chương trình nâng cấp, bao gồm trang bị cánh mũi và hệ thống điện tử tiên tiến.
Việc xuất khẩu những phiên bản sau này cũng có những đặc điểm như thay đổi tên gọi, dù việc này có thể gây rắc rối.

## Những loại máy bay bắt nguồn từ Mirage III

### Mirage 5/Mirage 50
Phương án chính tiếp theo là Mirage 5, được phát triển từ một yêu cầu của Không quân Israel đối với Dassault. Chiếc Mirage 5 đầu tiên bay vào ngày 19 tháng 5-1967. Nó nhìn giống Mirage III, ngoại trừ nó có phần mũi mảnh khảnh dài và chiều dài máy bay tăng thêm 0.5 mét. Mirage năm bản thân nó đã dẫn đến loại máy bay tiêm kích Nesher của Israel, đây là có thể là kết quả từ một chiến dịch tình báo của Mossad hoặc một sự hợp tác bí mật với Không quân Pháp (Armée de l'Air — AdA), phụ thuộc vào câu chuyện được thừa nhận. Trong mọi trường hợp, thiết kế dẫn đến Kfir, có thể được coi là hậu duệ trực tiếp của Mirage III.

### Milan

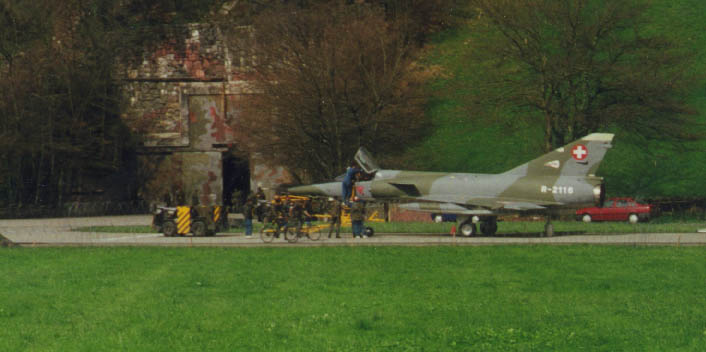
Mirage IIIRS

Năm 1968, Dassault đã hợp tác với Thụy Sĩ bắt đầu chương trình nâng cấp Mirage được biết đến với tên gọi Milan ("Kite"). Đặc tính chính của Milan là hai bào khí, còn được gọi là "ria mép". Bào khí được sử dụng để tạo hiệu suất cất cánh và điều khiển ở tốc độ thấp tốt hơn cho vai trò tấn công mặt đất.
Ba nguyên mẫu ban đầu đã được chuyển đổi từ những chiếc Mirage có sẵn có không có bào khí. Một trong số những nguyên mẫu được đặt tên là "Asterix", một nhân vật hoạt hình nổi tiếng của Pháp, đây là một chiến binh Gallic nhỏ bé có bộ ria mép lớn.
Một nguyên mẫu trang bị đầy đủ được chế tạo lại từ Mirage IIIR bay vào tháng 5-1970, và được trang bị động cơ nâng cấp SNECMA Atar 09K-50, công suất khi đốt lần hai là 70.6 kN (15.900 lbf), theo sau sự đánh giá mẫu trước đó của một seri mới trên mẫu Mirage IIIC2 duy nhất. Milan cũng đã nâng cấp hệ thống điện tử, bao gồm hệ thống chỉ thị và đo xa laser ở mũi. Một nguyên mẫu trang bị đầy đủ thứ hai cũng được sản xuất để Thụy Sĩ đánh giá với tên gọi Milan S.
Những bào khí cung cấp lợi ích trong điều khiển bằng tay quan trọng, nhưng nó cũng có những hạn chế. Chúng làm tần nhìn phía trước của phi công bị giảm xuống, làm xáo trộn luồng khí vào động cơ. Nguyên lý Milan đã bị hủy bỏ vào năm 1972, trong khi công việc tiếp tục đạt được những tiến triển trên cùng một thiết kế cùng mục đích là cánh mũi.

### Mirage 3NG

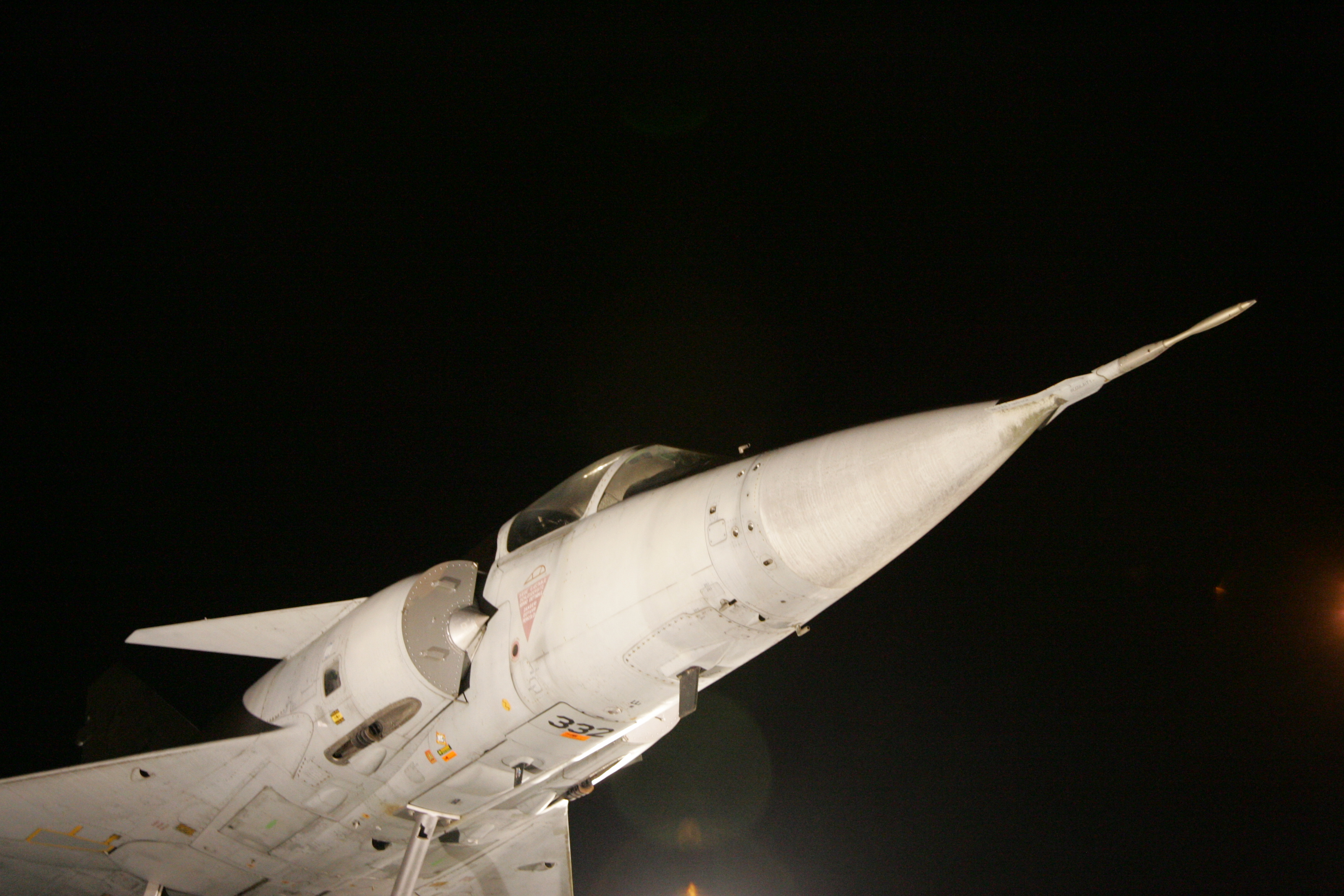
Mirage III fitted with Cánh mũi

Theo sau sự phát triển của Mirage 50, Dassault đã thử nghiệm một loại máy bay khác bắt nguồn từ Mirage II, có tên gọi là Mirage 3NG (Nouvelle Génération, thế hệ tiếp theo). Giống như Milan và Mirage 50, 3NG trang bị động cơ Atar 9K-50. Nguyên mẫu là một chiếc Mirage IIIR chuyển đổi bay vào tháng 12-1982.
3NG được sửa lại cánh tam giác với gốc gờ trước được kéo dài, cộng với 2 cánh mũi ở trên và phía trước khe hút khí. Cánh mũi tạo cho máy bay khả năng cơ động tốt hơn, nhưng lại tạo ra sự hỗn loạn luồng khí vào khe hút khí.
Hệ thống điện tử hàng không được hiện đại hóa hoàn toàn, thúc đẩy một phát triển tiếp theo cho máy bay tiêm kích thế hệ tiếp theo Mirage 2000. Mirage 3NG sử dụng một hệ thống fly-by-wire cho phép điều khiển máy bay kể cả khi máy bay không ổn định, nổi bật với hệ thống tấn công/dẫn đường tiên tiến; radar đa chế độ mới; và hệ thống đo xa laser. Động cơ nâng cấp và hình dáng khí động học giúp Mirage 3NG cải tiến hiệu suất ấn tượng. Kiểu máy bay này chưa bao giờ đi vào sản xuất, nhưng 3NG thao diễn công nghệ khác nhau đã được chế tạo và được nâng cấp từ những chiếc Mirage III và Mirage V có sẵn.
Những nâng cấp từ 3NG đã được thực hiện trên những chiếc Mirage IIIE của Brasil vào năm 1989, cũng như trên 4 chiếc Mirage IIIE cũ của không quân Pháp đã được chuyển cho Brasil năm 1988. Năm 1989, Dassault đưa ra một đổi mới nâng cấp tương tự trên những chiếc Mirage IIIE của AdA, có tên gọi Mirage IIIEX, nổi bật với cánh mũi, cần tiếp nhiên liệu cố định, phần mũi dài hơn, hệ thống điện tử mới, và các đặc điểm khác.
Tổng cộng có 1.422 chiếc Mirage III/5/50 thuộc mọi kiểu đã được Dassault chế tạo. Có vài phiên bản không được chế tạo:
- Mirage IIIK được trang bị động cơ Rolls-Royce Spey và chào hàng cho Không quân Hoàng gia Anh.
- Mirage IIIM là phiên bản hoạt động trên tàu sân bay, với cần hãm và thiết bị để gắp vào máy phóng, thiết kế cho Không quân Hải quân Pháp.
- Mirage IIIW là phiên bản tiêm kích hạng nhẹ, dự định dùng để cạnh tranh nhằm giành hợp đồng cung cấp máy bay cho Mỹ. Dassault đã hợp tác với Boeing để chế tạo phiên bản này. Máy bay được sản xuất bởi Boeing, nhưng đã thua Northrop F-5 Freedom Fighter.

### Balzac / Mirage IIIV

Mirage IIIE năm 1984

Một trong số nhiều nhánh quan trọng của dòng máy bay tiêm kích Mirage III/5/50 là máy bay tiêm kích cất hạ cánh thẳng đứng (VTOL) Mirage IIIV. ("IIIV" được đọc là "three-vee (3-V)" không phải là "three-five (3-5)"). Máy bay này nổi bật với 8 động cơ nâng phụ cỡ nhỏ ngoài động cơ chính. Mirage IIIV được chế tạo nhằm đáp ứng yêu cầu về một máy bay tiêm kích tấn công VTOL của NATO giữa thập niên 1960.

### Chương trình Mirage 5 ROSE
Chương trình ROSE được giới thiệu bởi hãng SAGEM của Pháp nhằm nâng cấp những chiếc Mirage III & 5 cho không quân Pakistan (PAF). Đợt nâng cấp trải qua 3 giai đoạn - ROSE-I, ROSE-II, và ROSE-III. Khoảng 42 chiếc Mirage III sẽ trải quan giai đoạn nâng cấp ROSE I bao gồm thêm vào radar Grifo M - giúp máy bay của không quân Pakistan có khả năng không chiến ngoài tầm nhìn. Chương trình ROSE-II sẽ nâng cấp ít nhất 40 chiếc Mirage 5 của PAF với buồng lái số mới và hệ thống hồng ngoại tiên tiến, nó giúp máy bay có khả năng tấn công không đối đất sử dụng bom thông minh. Giai đoạn ROSE III sẽ là những phiên bản Mirage tiếp theo của ROSE II; PAF có 14 máy bay ROSE III trong biên chế.

## Các quốc gia sử dụng

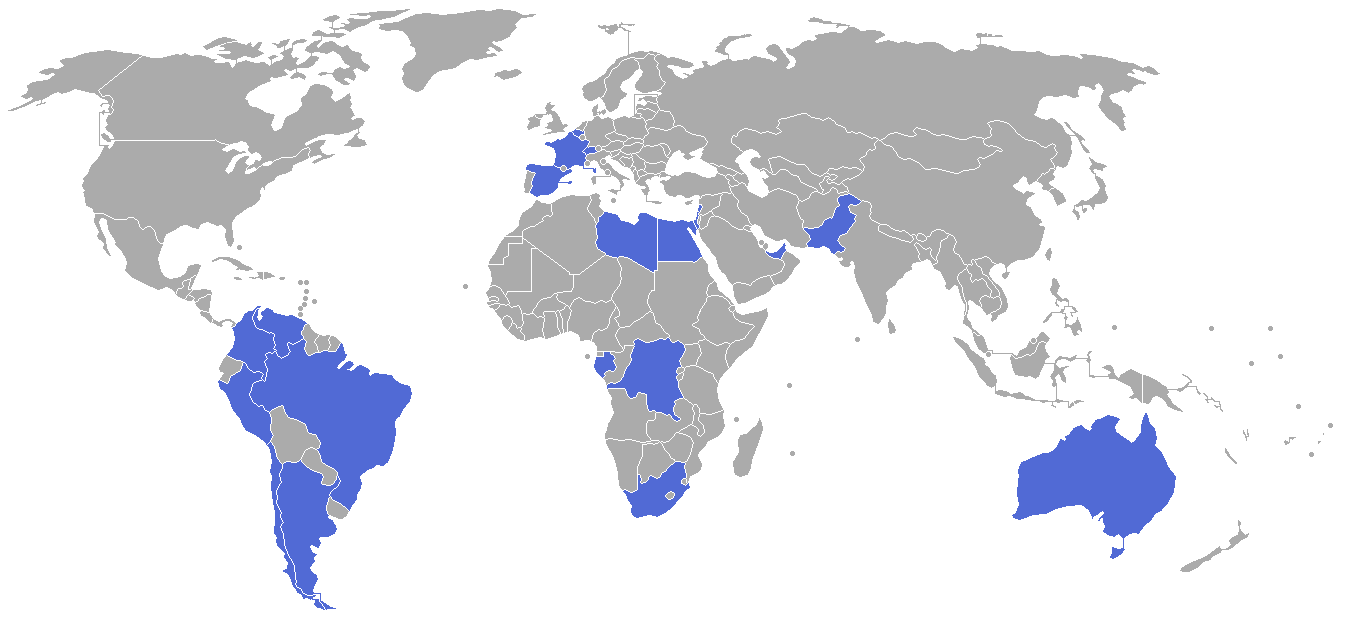
Bản đồ các quốc gia sử dụng Mirage III/V

Dưới đây liệt kê các quốc gia sử dụng Dassault Mirage III, Mirage 5, và Mirage 50.
Danh sách này chỉ là các con số xấp xỉ. Từ "1S" để chỉ những máy bay chiến đấu Mirage một chỗ, "2S" để chỉ những máy bay Mirage hai chỗ, và "PR" để chỉ máy bay Mirage trinh sát ảnh.
 Abu Dhabi
- 1S: 12 5AD + 5 EAD
- 2S: 3 5DAD
- PR: 5 RAD
- Ngừng hoạt động

 Argentina
Không quân Argentina
- 1S: 19 IIICJ + 17 IIIEA
- 2S: 3 IIIBJ + 4 IIIDA
- Cộng với 35 IAI 1S Dagger-A + 4 IAI 2S Dagger-B. Những chiếc còn lại nâng cấp thành tiêu chuẩn Finger.
- Cộng với 10 5P. Những chiếc còn lại (9) nâng cấp thành tiêu chuẩn Mara.
- IIICJ & IIIBJ là của Israel chuyển giao, 5P là của Peru chuyển giao.

 Úc
Không quân Hoàng gia Australia
- 1S: 49 IIIO(F) + 51 IIIO(A)
- 2S: 16 IIID

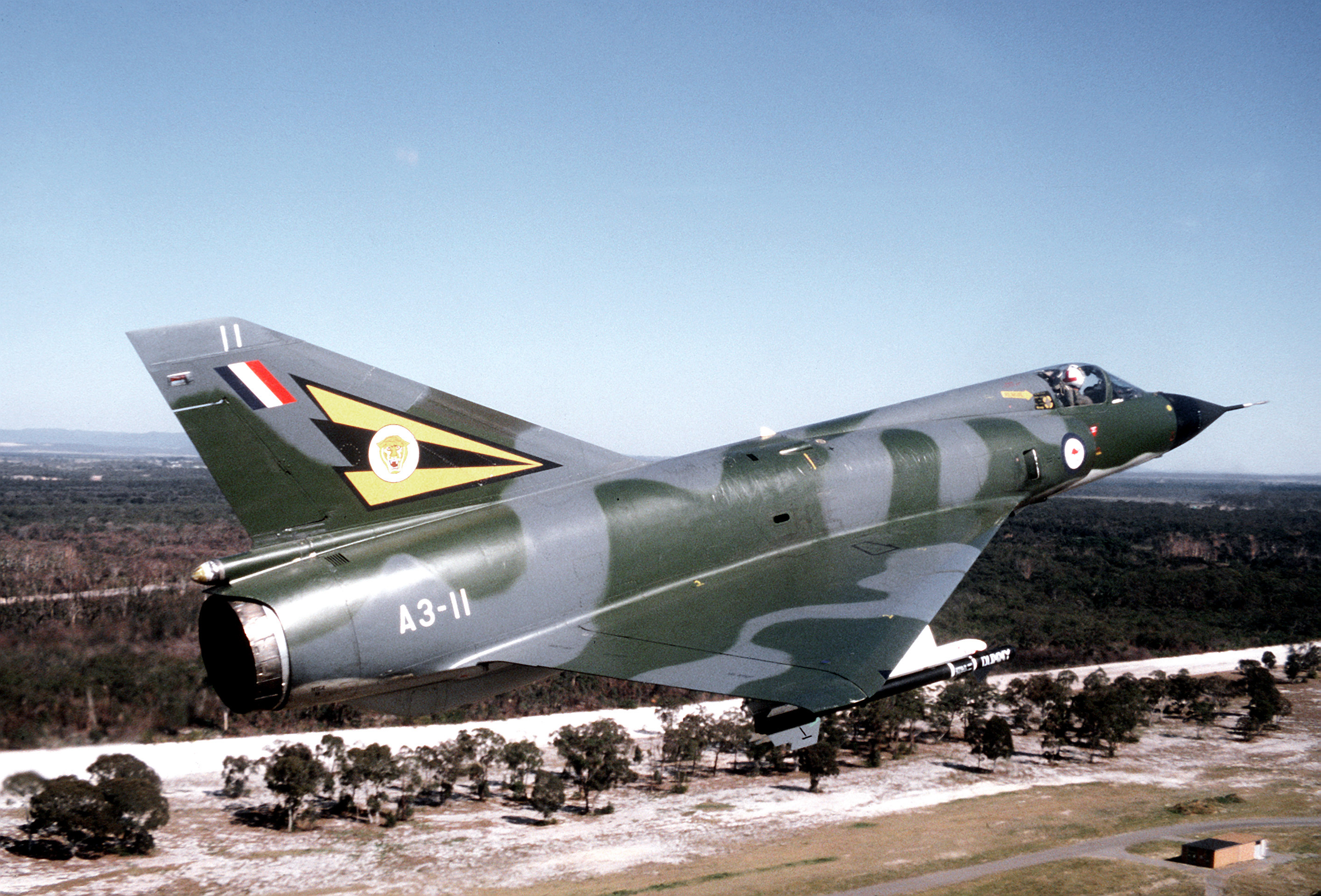
Mirage IIIE của Australia

- Hầu hết chế tạo nội địa, tất cả đã bán cho Pakistan.

 Bỉ
Không quân Bỉ
- 1S: 63 5BA
- 2S: 16 5BD
- PR: 27 5BR
- Ngừng hoạt động. Một số chuyển cho Chile với tên gọi Elkans.

 Brasil
Không quân Brazil
- 1S: 16 IIIEBR + 4 IIIEBR-2
- 2S: 6 IIIDBR + 2 IIIDBR-2
- 2 IIIDBR, all IIDBR-2 & IIIEBR-2 của AdA chuyển giao.
- Nhiều chiếc được lắp ráp nội địa. Ngừng hoạt động năm 2005

 Chile
Không quân Chile
- 1S: 6 50C + 8 50FC + 19 Elkans
- 2S: 3 50DC + 6 Elkans
- 50FC được Dassault nâng cấp từ những chiếc 5F của AdA và sau đó được Enaer nâng cấp thành tiêu chuẩn Pantera. Elkans là những chiếc Mirage 5 cũ của Bỉ.
- Một số chiếc Cheetah do Nam Phi chuyển giao.

 Colombia
Không quân Colombia
- 1S: 14 5COA
- 2S: 2 5COD
- PR: 2 5COR
- Hầu hết đã nâng cấp thành tiêu chuẩn Kfir vào thập niên 1990.

 Ai Cập
Không quân Ai Cập
- 1S: 54 5SDE + 16 5E2
- 2S: 6 5SDD
- PR: 6 5SDR

 Pháp
Không quân Pháp
- 1S: 95 IIIC + 183 IIIE + 58 5F

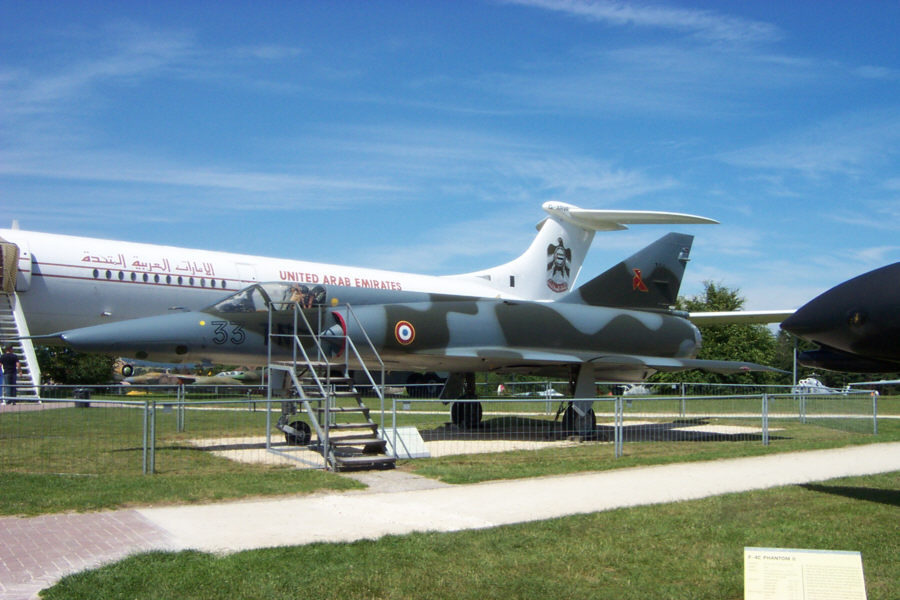
Mirage IIIR của Pháp

- 2S: 27 IIIB + 5 IIIB1 + 10 IIIB2(RV) + 20 IIIBE
- PR: 50 IIIR + 20 IIIRD

Tất cả đều ngừng hoạt động.
 Gabon
Không quân Gabon
- 1S: 3 5G + 2 5G-2
- 2S: 4 5DG
- 2 chiếc 5G còn lại được nâng cấp thành tiêu chuẩn 5G-2.
- Ngừng hoạt động.

 Israel
Không quân Israel
- 1S: 72 IIICJ
- 2S: 5 IIIBJ

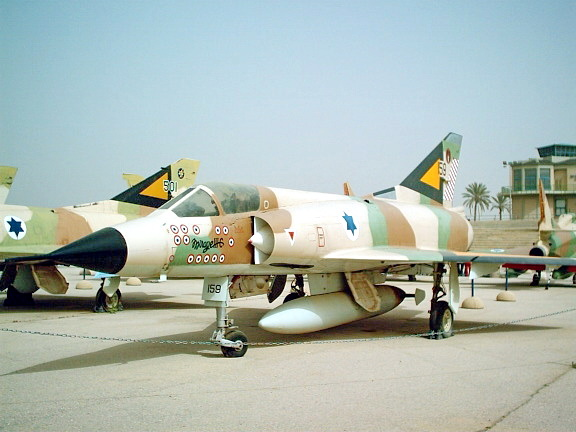
Mirage III tại Bảo tàng không quân Israel

- IAI chế tạo 61 Nesher / Dagger, với 51 chiếc một chỗ và 10 chiếc 2 chỗ Nesher-T; và 212 chiếc Kfir, với 40 chiếc Kfir-1 đầu tiên (được nâng cấp thành tiêu chuẩn Kfir-C1), khoảng 12 chiếc Kifr-TC2 huấn luyện, và những chiếc Kfir-C2 còn lại. Một số được nâng cấp thành tiêu chuẩn Kfir-C7 và Kfir-TC7.
- 2 Mirage IIIRJ trinh sát ảnh
- Mọi chiếc đều chuyển thành Kfir hoặc ngừng sử dụng.

 Liban
Không quân Liban
- 1S: 10 IIIEL
- 2S: 2 IIIDL
- 9 IIIEL và 1 IIIDL bán cho Pakistan 1999/2000.

 Libya
Không quân Libya
- 1S: 53 5D + 32 5DE
- 2S: 15 5DD
- PR: 10 5DR
- Hầu hết bán cho Pakistan.

 Pakistan
Không quân Pakistan
Không quân Pakistan (PAF) là lực lượng sử dụng máy bay Mirage III lớn nhất, Chủ yếu mua từ Pháp, một số phi đội Mirage gần đây mua của Libya. Với sự giúp đỡ từ Pháp, PAF đã nâng cấp những phi đội Mirage III của mình thành tiêu chuẩn ROSE I, II, và mới đây là ROSE III. Phần lớn chương trình ROSE Upgrade giúp máy bay có khả năng tấn công mặt đất tốt hơn. Mới đây không quân Pakistan đã bắt đầu những tùy chọn các đơn đặt hàng máy bay tiêm kích mới khác nhau để thay thế nhưng chiếc Mirage đã cũ, với JF-17 (hợp tác sản xuất giữa Pakistan và Trung Quốc) và F-16 của Mỹ là những đối thủ tiềm năng. Tuy nhiên PAF sẽ vẫn sử dụng những chiếc Mirage cũ nay. Trong thời gian giữa thập niên 1990, PAF cũng cho thấy sự quan tâm trong việc mua máy bay tiêm kích Mirage 2000, vì F-16 chưa có để sử dụng vì sự thay đổi Pressler. Kế hoạch bị hoãn do giá máy bay cao.
- 1S: 18 IIIEP + 43 III(0) + 28 5PA + 28 5PA2 + 12 5PA3
- 2S: 5 IIIDP + 7 IIID + 2 5DPA2
- PR: 13 IIIRP
- III(0) và IIID là do Australia chế tạo và tân trang lại tại Pakistan.
- Chú ý: Hiện nay Pakistan sử dụng nhiều Mirage III nhất với 156 chiếc.

 Perú
Không quân Peru
- 1S: 22 5P + 10 5P3 + 2 5P4
- 2S: 4 5DP + 2 5DP3
- 10 chiếc 5P chuyển cho Argentina và đang nâng cấp.

 South Africa
Không quân Nam Phi
- 1S: 16 IIICZ + 17 IIIEZ
- 2S: 3 IIIBZ + 3 IIIDZ + 11 IIID2Z
- PR: 4 IIIRZ + 4 IIIR2Z

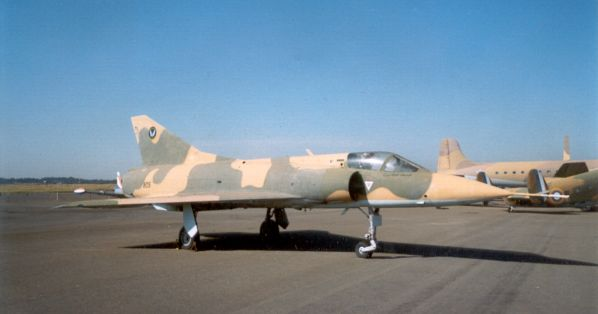
Air Force Mirage IIICZ Nam Phi

- Đã ngừng hoạt động, một số nâng cấp thành tiêu chuẩn Cheetah. Có khoảng 16 chiếc chuyển thành Cheetah E (đã ngừng hoạt động); 38 chiếc chuyển thành Cheetah C; 16 chiếc chuyển thành Cheetah D; và 1 chiếc chuyển thành Cheetah R (bị loại bỏ).
- Một số chiếc Cheetah đã bán cho Chile để sử dụng làm bộ phận thay thê cho những chiếc Pantera.

 Nhà nước Tây Ban Nha
Không quân Tây Ban Nha
- 1S: 24 IIIEE
- 2S: 6 IIIDE
- Ngừng hoạt động trong thập niên 1990.

 Thụy Sĩ
Không quân Thụy Sĩ
- 1S: 1 IIICS + 36 IIIS
- 2S: 4 IIIBS + 2 IIIDS
- PR: 18 IIIRS
- Hầu hết chế tạo trong nội địa, nhiều chiếc được nâng cấp với cánh mũi và các thiết bị khác. Ngừng hoạt động năm 2003.

 Venezuela
Không quân Venezuela
- 1S: 7 IIIEV + 6 5V + 9 50EV
- 2S: 3 IIIDV + 1 50DV
- Những chiếc còn lại đã nâng cấp thành tiêu chuẩn của 50.

Không quân Zaire
- 1S: 8 5M
- 2S: 3 5DM
- Ngừng hoạt động.

## Văn hóa đại chúng
Loạt máy bay tiêm kích Mirage rất nổi tiếng trong văn hóa Pháp với những truyện tranh hài hước Tanguy et Laverdure. Những câu truyện trên được làm thành loạt chương trình truyền hình Les Chevaliers du Ciel năm 1967-1969 của Pháp, và một bộ phim nổi bật của Pháp mang tên Les Chevaliers du ciel (tiêu đề quốc tế là Skyfighters) vào năm 2005 với Mirage 2000 bay thay thế. Mirage IIICJ nổi bật trong một chương của Dogfights, chương trình này miêu tả chân dung của những phi công chiến đấu Israel trong Chiến tranh 6 ngày.

## Thông số kỹ thuật (Mirage IIIE)

### Đặc điểm riêng
- Phi đoàn: 1
- Chiều dài: 15 m (49 ft 3.5 in)
- Sải cánh: 8.22 m (26 ft 11 in)
- Chiều cao: 4.5 m (14 ft 9 in)
- Diện tích cánh: 34.85 m² (375 ft²)
- Trọng lượng rỗng: 7.050 kg (15.600 lb)
- Trọng lượng cất cánh: n/a
- Trọng lượng cất cánh tối đa: 13.500 kg (29.700 lb)
- Động cơ: 1× SNECMA Atar 09C

### Hiệu suất bay
- Vận tốc cực đại: Mach 2.2 (2.350 km/h, 1.460 mph)
- Tầm bay: 2.400 km (1.300 NM, 1.500 mi)
- Trần bay: 17.000 m (56.000 ft)
- Vận tốc lên cao: 83.3 m/s (16.400 ft/min)
- Lực nâng của cánh: 387 kg/m² (79 lb/ft²)
- Lực đẩy/trọng lượng: n/a

### Vũ khí
- 2× pháo 30 mm (1.18 in) DEFA 552 với 125 viên đạn mỗi khẩu
- 5 giá treo với trọng lượng mang được 4.000 kg (8.800 lb).
  - Tên lửa không đối không: Matra R530 và AIM-9 Sidewinder (sau này thay thế bằng Matra Magic R550)
  - Bom công dụng chung.
  - Vũ khí tấn công mặt đất thông dụng như 19 tên lửa SNEB 68 mm.

Một số mẫu khác trang bị tên lửa đối hạm AM-39 Exocet; những chiếc IIIE của AdA Pháp trang bị bom hạt nhân AN-52 từ năm 1991.

## Nội dung liên quan

### Máy bay có cùng sự phát triển
- Dassault Mirage IV
- Dassault Mirage 5
- Dassault Mirage IIIV
- Atlas Cheetah
- Dassault Mirage 2000

### Máy bay có tính năng tương đương
- F-102 Delta Dagger
- F-106 Delta Dart
- F-5 Freedom Fighter
- Mikoyan-Gurevich MiG-21
- Saab 35 Draken
- Sukhoi Su-7
- Sukhoi Su-9
- Sukhoi Su-11